# Щербаков Дмитро Іванович (геолог)
Дмитро́ Іва́нович Щербако́в (1 січня (13 січня) 1893, м. Новозибков, нині Брянської області Росії — 25 травня 1966, Москва) — російський геолог і геохімік. Член-кореспондент (від 1946), академік (від 1953) АН СРСР.

## Біографічні дані
1922 закінчив Таврійський (згодом Сімферопольський) університет. Працював у різних академічних установах.
1953—1963 — академік-секретар Відділення геолого-географічних наук АН СРСР.
Від 1963 — керівник двох відділів Інституту геології рудних родовищ, петрографії, мінералогії та геохімії АН СРСР.

## Основні праці
Основні праці присвячено геологічній будові території СРСР і закономірностям утворення та розміщення родовищ рідкісних елементів. Його наукові прогнози стали основою для відкриття промислових родовищ сурми та ртуті в Киргизії, природної сірки в Каракумах, молібдену, вольфраму та миш'яку на Кавказі.
Щербаков був одним з ініціаторів опорного та надглибокого буріння, визначення абсолютного віку геологічних формацій, складання металогенічних карт. Відомий як популяризатор геологічних і географічних наук.

## Премії та нагороди
- 1965 — Ленінська премія.
- Нагороджено двома орденами Леніна, трьома іншими орденами, медалями.

На честь Щербакова названо мінерал шербаковіт (силікат ніобію й танталу).

## Електронні джерела
- Діячі Брянського краю [Архівовано 27 вересня 2007 у Wayback Machine.]